# Шиори Мијаке
Шиори Мијаке (јап. 三宅 史織; 13. октобар 1995) јапанска је фудбалерка.

## Репрезентација
За репрезентацију Јапана дебитовала је 2013. године. За тај тим одиграла је 17 утакмица.

## Статистика
| Јапан  | Јапан | Јапан |
| Год.   | Ута.  | Гол.  |
| ------ | ----- | ----- |
| 2013   | 1     | 0     |
| 2014   | 0     | 0     |
| 2015   | 0     | 0     |
| 2016   | 0     | 0     |
| 2017   | 5     | 0     |
| 2018   | 11    | 0     |
| Укупно | 17    | 0     |